# Yeshivat Chovevei Torah
La Yechivat Chovevei Torah (Yechiva des amoureux de la Torah) est une Yechiva créée en 1999 à New York par le rabbin Avi Weiss (en),. 

## Objectifs et spécificités
YCT se veut une alternative libérale au Rabbi Isaac Elchanan Theological Seminary (RIETS) de l'Université Yeshiva,,. Les fondateurs de l'école estiment que l'orthodoxie moderne est de plus en plus fermée et intolérante et souhaitent former des rabbins ouverts et inclusifs.
L'objectif déclaré de YCT est de donner à l'orthodoxie la « capacité à devenir un mouvement qui s'étend vers l'extérieur de manière non dogmatique et coopérative », et à ce titre se donne pour mission de former une « nouvelle race » de leaders communautaires, « des rabbins ouverts, sans jugement, bien informés, empathiques et désireux de transformer l'orthodoxie en un mouvement qui interagit de manière significative et respectueuse avec tous les juifs, indépendamment de leur affiliation, de leur engagement ou de leur origine »,,.
Cette école a été à l'origine de diverses innovations qui ont provoqué des controverses parmi les orthodoxes,,. En 2004, notamment, des responsables de l'Université Yeshiva affirment que la YCT est trop libérale, avec des enseignants tolérant des pratiques inappropriées comme l'aide de femmes pour diriger les services. Ces responsables estiment que la YCT n'était pas une initiative utile et qu'elle pourrait produire des rabbins « légers ». La controverse touche notamment la décision de la YCT d’ordonner des femmes rabbins par le biais d’un séminaire religieux appelé Yeshivat Maharat. L'une des diplômées, Hadas Fruchter, a créé sa propre congrégation, devenant la seconde femme rabbin orthodoxe a fondé sa propre synagogue,.

## Histoire
En 2004, cinq ans après avoir ouvert, l'école ordonne neuf premiers rabbins. Pendant ces cinq années, l'école est passée de deux étudiants à 37. L'école, située provisoirement au lycée Abraham Joshua Heschel à Manhattan, envisage un déplacement dans un autre secteur de New-York, le Riverdale (en). Selon le New York Times, l'école a attiré de nombreux étudiants en provenance de l'Université Yeshiva, ce qui est notamment le cas de cinq des ordonnés.
En 2012, le rabbin Asher Lopatin succède à Avi Weiss dans la direction de cette yeshiva. Lopatin démissionne en 2017. Il est remplacé par Dov Linzer, qui est le rosh yeshiva de longue date de l'établissement.
En mai 2018, d'après le Times of Israel, le rabbin israélien Asher Ehrentreu, qui siège au Grand Rabbinat, est soupçonné de refuser les certificats de judaïsme des diplômés de Chovevei Torah de New York, mais le Grand Rabbinat dément un refus organisé, affirmant que les acceptations se font après une étude au cas par cas.

## Enseignement
Le cursus d'enseignement dure quatre ans. Il s'agit d'un programme d'études rabbiniques classique, où sont étudiés le Talmud et la Halakha,.
En plus de ces cours, les élèves étudient l'« accompagnement psychologique » (Pastoral Counseling), enseigné par des psychologues. Cette école consacre plus de temps à cette matière (enseignée pour accompagner psychologiquement des personnes vulnérables, par exemple, en deuil) que d'autres écoles orthodoxes[réf. souhaitée]. Un responsable de l'Université Yeshiva a déclaré que la YCT prétend « offrir quelque chose de totalement unique en termes de psychologie pastorale et d'art oratoire » mais que l'université Yeshiva a également tous ces cours. Le responsable ajoute : « Bien sûr, les fidèles s'attendent à recevoir des soins pastoraux. Mais cela ne doit pas se faire au détriment des connaissances talmudiques ».